# Лахва (Могилёвская область)
Лахва́ (бел. Лахва) — посёлок в составе Княжицкого сельсовета Могилёвского района Могилёвской области Республики Беларусь.

## Географическое положение
Ближайшие населённые пункты: Заболотье, Браково.

## Население
- 1999 год — 20 человек
- 2010 год — 9 человек